# Андраде, Кевин
Кевин Орландо Андраде (исп. Kevin Orlando Andrade; род. 16 июня 1999, Кали) — колумбийский футболист, защитник клуба «Балтика».

## Биография
Андраде — воспитанник клуба «Америка Кали». 30 августа 2018 года в поединке Кубка Колумбии против «Итагуи Леонес» Кевин дебютировал за основной состав. 26 января 2020 года в матче против «Альянса Петролера» он дебютировал в Кубке Мустанга. В этом же году игрок помог клубу выиграть чемпионат. 24 марта 2021 года в поединке против «Индепендьенте Медельин» Кевин забил свой первый гол за «Америку Кали».
В начале 2022 года Андраде на правах аренды перешёл в аргентинский «Платенсе». 13 февраля в матче против «Тальерес» он дебютировал в аргентинской Примере. 16 апреля в поединке против «Сан-Лоренсо» Кевин забил свой первый гол за «Платенсе». По окончании аренды игрок вернулся в «Америку Кали».
В начале 2024 года Андраде перешёл в российскую «Балтику». 3 марта 2024 года дебютировал в РПЛ в матче против «Сочи». 14 мая 2024 года в матче финала Пути регионов Кубка России 2023/24 против «Спартака» забил победный мяч на 3-й минуте матча и помог команде выйти в Суперфинал.

## Достижения
«Америка» Кали
- Победитель Кубка Мустанга: 2020

«Балтика»
- Чемпион Первой лиги: 2024/25

- Финалист Кубка России: 2023/24